# Mannequin de charme
 (septembre 2010).
Si vous disposez d'ouvrages ou d'articles de référence ou si vous connaissez des sites web de qualité traitant du thème abordé ici, merci de compléter l'article en donnant les références utiles à sa vérifiabilité et en les liant à la section « Notes et références ».
Un mannequin de charme (également appelé « modèle de charme »), homme ou femme, est une personne qui pose plus ou moins dénudée, pour des photographies destinées à des expositions (galeries), des livres et ouvrages artistiques consacrés au nu, des calendriers, des magazines photographiques professionnels ou des revues érotiques très souvent destinées à un public masculin (hétérosexuel ou homosexuel)[réf. souhaitée].

## Une profession «artistique»
Le modèle peut poser totalement nu, ou en lingerie (maillot de bain une pièce, bikini) ou simplement habillé de façon sexy. Même lors de prises de vues en nu intégral, son travail se distingue de celui des modèles et acteurs pornographiques par l'absence d'activité sexuelle ou de représentation pornographique.

## Législation
La profession de mannequin de charme n'est pas réglementée. En France, les modèles de charme optent le plus souvent pour le statut d'autoentrepreneur.[réf. souhaitée]